# Ichneumon substituens
Ichneumon substituens là một loài tò vò trong họ Ichneumonidae.